# Кефалоянни, Ольга
О́льга Кефалоя́нни (греч. Όλγα Κεφαλογιάννη; 29 апреля 1975, Афины, Греция) — греческий юрист, политический и государственный деятель. Член партии «Новая демократия». Министр туризма Греции с 27 июня 2023 года и в 2012—2015 годах. Депутат парламента Греции с 2007 года.

## Биография
Родилась 29 апреля 1975 года в Афинах и является старшей из трёх дочерей бывшего депутата и министра Янниса Кефалоянниса и его супруги адвоката Элени Вардиноянни (Ελένη Βαρδινογιάννη), представительницы влиятельной семьи судостроителей. «В моих жилах течет только критская кровь. Я горжусь своим критским происхождением, которое повлияло на меня больше, чем что-либо другое».
В 1992 году окончила с отличием Афинский колледж и поступила на юридический факультет Афинского университета. С октября 1994 по март 1995 года училась на юридическом факультете британского Университета Эссекса по европейской программе Эразмус. Окончив Афинский университет в 1997 году, поступила в магистратуру в области коммерческого и торгового права в Королевском колледже Университета Лондона, которую окончила в 1998 году. В 2006 году она получила вторую степень магистра в области международных отношений в Флетчеровской школе права и дипломатии при Университете Тафтса в Бостоне.
Член Афинской коллегии адвокатов с 1999 года. Работала в юридических фирмах Афин и Нью-Йорка, а также в качестве юридического советника компаний. Работала в юридической службе Европейской комиссии в Брюсселе. В 2004—2006 гг. была специальным партнёром экс-премьера Константиноса Караманлиса по правовым вопросам. В 2004 году была учредителем Центра исследований и разработок в Ретимно.
Дважды избралась от избирательного округа Ретимни (Крит) во время всеобщих выборов 2007 и 2009 годов. По результатам выборов 6 мая 2012 года избрана депутатом парламента в избирательном округе престижного первого района Афин. Была переизбрана 17 июня 2012 года, 25 января 2015 года и 7 июля 2019 года.
Была назначена на должность министра туризма Греции в правительстве под руководством премьер-министра Антониса Самараса в июне 2012 года. Находилась в должности до смены правительства в январе 2015 года. 27 июня 2023 года назначена министром туризма Греции в правительстве под руководством премьер-министра Кириакоса Мицотакиса.
Написала книгу под названием «Роль Европейского союза в кипрском вопросе» («Ο ρόλος της Ευρωπαϊκής Ένωσης στο Κυπριακό Ζήτημα»).
Владеет английским, французским и испанскими языками.

## Личная жизнь
Замужем.